# 灵溪街道
灵溪街道，是中华人民共和国江西省上饶市信州区下辖的一个乡镇级行政单位。

## 行政区划
灵溪街道下辖以下地区：
灵溪街道社区、松山社区、胜利社区、丁洲社区、淤里村、张家村、日昇村、龙泉村、灵湖村和邵新村。

## 交通
- 沪昆铁路、沪昆客运专线、合福客运专线、上铅铁路：上饶站
- 320国道、梨温高速公路
- 二上线国防公路在此与 320国道交汇。